# Metnitz (Gemeinde Metnitz)
Die Ortschaft Metnitz mit 453 Einwohnern (Stand 1. Jänner 2025) ist der Hauptort der Kärntner Marktgemeinde Metnitz. Die Ortschaft liegt überwiegend auf dem Gebiet der Katastralgemeinde Metnitz Markt, einige wenige Häuser der Ortschaft sind auf dem Gebiet der Katastralgemeinde Feistritz.

## Lage
Die Ortschaft liegt großteils linksseitig im Metnitztal und ist über die Metnitztal-Landesstraße L62 erreichbar.

## Bevölkerungsentwicklung
Für die Ortschaft zählte man folgende Einwohnerzahlen:
- 1757: 378 Einwohner
- 1854: 375 Einwohner[2]
- 1865: 415 Einwohner[3]
- 1869: 67 Häuser, 433 Einwohner[4]
- 1880: 67 Häuser, 437 Einwohner[5]
- 1890: 65 Häuser, 457 Einwohner[6]
- 1900: 66 Häuser, 449 Einwohner[7]
- 1910: 68 Häuser, 451 Einwohner[8]
- 1961: 106 Häuser, 542 Einwohner[9]
- 1991: 707 Einwohner (davon 699 Einwohner auf dem Gebiet der Katastralgemeinde Metnitz Markt; 8 Einwohner auf dem Gebiet der Katastralgemeinde Feistritz)[10]
- 2001: 190 Gebäude, 630 Einwohner (davon 187 Gebäude und 627 Einwohner auf dem Gebiet der Katastralgemeinde Metnitz Markt; 3 Gebäude und 3 Einwohner auf dem Gebiet der Katastralgemeinde Feistritz)[11]
- 2011: 197 Gebäude, 531 Einwohner[12]
- 2021: 200 Gebäude, 501 Einwohner, 208 Haushalte, 37 Arbeitsstätten[13]

## Geschichte
Das obere Metnitztal wurde von den Salzburger Erzbischöfen im 11. Jahrhundert dem Bistum Gurk übertragen, das in Feistritz und in Metnitz Ämter einrichtete. 1043 werden die Siedlung Metnitz („Mötnitz“) und die Pfarre genannt, wobei sich die damalige Siedlung (später auch als „Alter Markt“ urkundlich genannt) vermutlich im Bereich der Mündung des Teichlbachs, am heutigen östlichen Ortsrand, befand. Die heutige Pfarrkirche Metnitz geht im Kern auf einen 1121 erwähnten Bau zurück. Im 12. oder frühen 13. Jahrhundert wurde der dreieckförmige heutige Marktplatz angelegt. Der Ort erlangte eine gewisse Bedeutung als Handelsplatz, auch für den Salzhandel, durch seine Lage an Wegen zwischen Salzburg und Salzburger Besitzungen im Raum Friesach – Althofen – Klagenfurt. Außerdem profitierten Wirte und Handwerker in Metnitz vom riesigen Pfarrsprengel der Metnitzer Pfarre, durch den an Sonn- und Feiertagen viele Personen aus dem Metnitztal und den umliegenden Bergen den Ort besuchten. Oberhalb der Ortschaft befand sich eine Burg, die um 1302 zerstört wurde, als der Streit zwischen dem Ministerialengeschlecht derer von Metnitz und ihren Gurker Herren eskalierte. Ein 1370 genannter Wehrturm „bei der Kirche“ ist im Kern des heutigen Pfarrhofs erhalten. Im 14. und 15. Jahrhundert werden Weber, Schneider, Schuster, Tischler, Schmiede, Kürschner und Lederer im Ort genannt. Ende des 15. Jahrhunderts wurde die Pfarrkirche wegen der Türkenkriege befestigt, doch als Verwaltungssitz wurde Metnitz damals von Gradesabgelöst, wo ein Landgericht eingerichtet wurde. Im 16. Jahrhundert profitierte der Ort vom Silberbergbau im oberen Metnitztal. 1585 bestanden im Ort Metnitz eine Pfarrschule und ein Spital. Eine Burgfriedgerichtsbarkeit wurde für Metnitz bestätigt; Anfang des 17. Jahrhunderts errichtete man einen Pranger auf dem Marktplatz. Ab Mitte des 17. Jahrhunderts galt der Ort als Markt. Um 1750 zählte der Ort 66 Häuser, 1757 lebten 378 Personen im Ort; es gab wohlhabende Gewerbetreibende wie Hutmacher, Wagner, Lederer und Lebzelter sowie bis zu 9 Wirte im Ort.
1851 wurde Metnitz Hauptort der aus den Katastralgemeinden Metnitz Markt und Metnitz Land gebildeten Marktgemeinde Metnitz. Einzelne Häuser am südlichen Ortsrand, die auf dem Gebiet der Katastralgemeinde Feistritz liegen und heute zur Ortschaft Metnitz gezählt werden, wurden damals jedoch Teil der Gemeinde Grades. 1973 wurden die Gemeinden Grades und Metnitz zusammengeschlossen, so dass die Ortschaft heute zur Gänze zur Gemeinde Metnitz gehört.